# ホルマン・カンプサーノ
ホルマン・ダビド・カンプサーノ・プエルテス（Jorman David Campuzano Puentes, 1996年4月30日 - ）は、コロンビア・セサール県タマラメケ出身のサッカー選手。リーガ・プロフェッシオナル・デ・フットボル・ボカ・ジュニアーズ所属。ポジションはMF。

## クラブ経歴
2015年にカテゴリア・プリメーラB (2部リーグ)のデポルティーボ・ペレイラでプロデビュー。翌2016年シーズンより先発に定着。同年8月2日のアトレティコFC戦でプロ初ゴールを記録。翌2017年シーズンもリーグ戦34試合に出場し、2018年1月にアトレティコ・ナシオナルへのローン移籍が決定。同年シーズンは初のカテゴリア・プリメーラAでリーグ2位に貢献。国内カップ戦コパ・コロンビア優勝を経験した。
2019年1月、ボカ・ジュニアーズと契約。2019-20シーズンにはリーグ優勝を経験した。

## 代表経歴
2018年8月にコロンビア代表に初招集。9月8日のベネズエラ戦で代表デビューを果たした。

## 人物
- COVID-19の世界的感染が深刻化してきた2020年3月、同月15日のスーペルコパ・アルヘンティーナのゴドイ・クルス戦の試合後のインタビューで、｢ウイルスで亡くなる人より、飢えて亡くなる人や路上生活で亡くなる人の方が多いんだ｣と発言。このカンプサーノの発言はスペインの有力紙MARCAでも大きく特集され、｢物議を醸す発言｣として注目を集めた[3]。